# Marotte

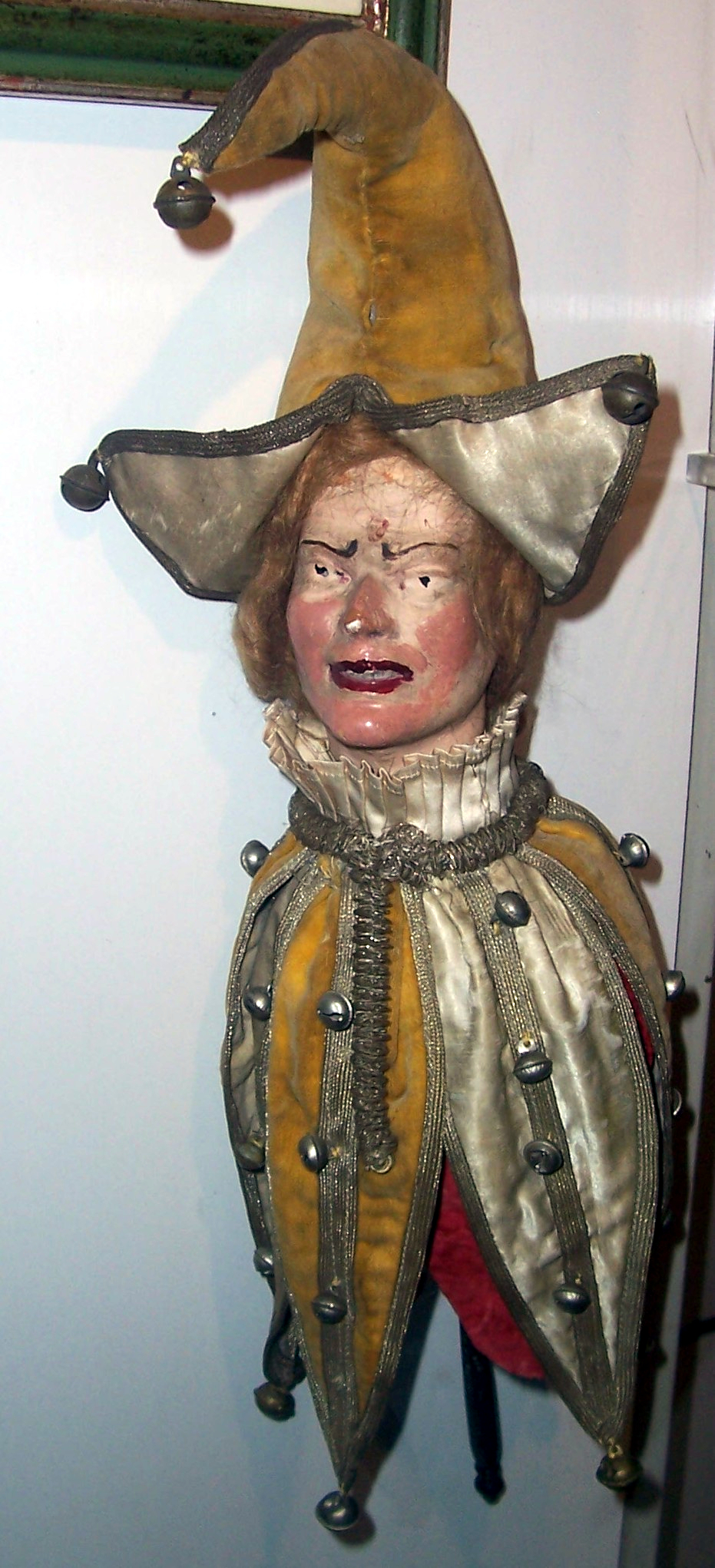
Marotte, Anfang des 18. Jahrhunderts, Theaterfigurenmuseum Lübeck

Marotte ist das französische Diminutiv des Namens Marie und ursprünglich die Bezeichnung für eine auf einem Stab angebrachte Puppe beim Puppentheater. Im übertragenen Sinn wurde aus Marotte eine Schrulle oder seltsame Angewohnheit. 
In der bildenden Kunst ist die Marotte ein Attribut von Momos, der Personifikation von Tadel und Schmähsucht. 

## Etymologie
Marotte für „seltsame Gewohnheit, wunderliche Neigung, Schrulle“ wurde in der zweiten Hälfte des 18. Jahrhunderts von französisch marotte entlehnt. Dieses zuerst für das 15. Jahrhundert nachgewiesene französische Substantiv gehört als verkleinernde Suffixbildung (wie frz. marionnette, s. Marionette, und altfranzösisch mariole „kleines Marienbild, Heiligenbild“) zum französischen Namen Marie (lat. Maria), aus dem sich im 17. Jahrhundert der weibliche Vorname Marotte herausgebildet hat. Der in der französischen Sprache zu beobachtende Bedeutungswandel führte von „Marienbild, Heiligenfigur“ über „Puppe, Marionette“ zu einem aus einem Stab mit Puppenkopf bestehenden „Narrenzepter“ im 16. Jahrhundert, weiter zu „Narrenkappe“ und schließlich im 17. Jahrhundert zu „närrischer Einfall, Narrheit, seltsame Liebhaberei“.

## Puppenbau
Der Stab – der meist auch als Achse, um die man die Puppe drehen kann, dient – ist so befestigt, dass man mit ihm die Puppe (meist von unten) führen kann. Im ausgehenden Mittelalter trug der Narr eine Marotte vor sich her. Oft sieht man Reste davon noch heute im Karneval oder der Fastnacht. Häufig trägt der Zunftmeister einer Narrenzunft ein kleines Abbild der Maske oder ganzen Figur seiner Zunft auf einem Stab, zum Beispiel den Kuckuck bei den „Litzelstetter Kuckucken“, bei Umzügen vor sich her.
Heutzutage wird im Puppentheater mit Marotte in erster Linie eine Konstruktion bezeichnet, bei der die Schulter als Bügel oder halbes Ei geformt wird, mit Mittelloch, dessen Durchmesser etwas größer ist als der Haltestab der Figur. Die Schulter wird beidseitig mit einem Lederriemen o. Ä. am Stab befestigt oder durch ein gebohrtes Loch geführt, wobei etwas Spiel für Beweglichkeit gelassen wird. Außen werden ein-, zwei- oder dreigliedrige Arme, ebenfalls beweglich, mit Bändern oder Riemen an der Schulter befestigt. Wenn man die Puppe leicht hin- und herdreht, schlenkern die Arme recht natürlich. Deshalb wird die Figur auch als Schlenkerfigur bezeichnet. Weitere Stäbe für Hände und andere Teile der Puppe sind ebenfalls möglich, führen aber schon über zum Prinzip der Stabfigur.